# Peter W. Barlow
Peter William Barlow (1 de febrero de 1809 - 19 de mayo de 1885) fue un ingeniero civil británico, particularmente asociado con los ferrocarriles, los puentes (diseñó el primer puente de Lambeth, que cruzaba el río Támesis en Londres), el diseño de túneles y el desarrollo de técnicas para excavarlos. En 1864 patentó un diseño para un escudo tunelador cilíndrico y obtuvo una patente provisional en 1868 para un diseño mejorado.

## Primeros años
Barlow nació en Woolwich, hijo del ingeniero y matemático Peter Barlow, profesor de la Real Academia Militar de Woolwich. De educación privada, ganó una medalla de la Royal Society of Arts en 1824 por su dibujo de un teodolito de tránsito. Más adelante se convirtió en pupilo del ingeniero civil Henry Robinson Palmer, quien fue miembro fundador de la Institución de Ingenieros Civiles, de la que Barlow se convirtió en miembro asociado en 1826. Bajo la supervisión de Palmer, Barlow trabajó en el canal de Liverpool y Birmingham y en los nuevos muelles de Londres.
Barlow contribuyó a la revista ICE, escribiendo sobre La tensión a la que están sujetas las compuertas en 1836. También contribuyó con artículos eruditos a la Royal Society.
Su hermano William Henry Barlow fue un destacado ingeniero ferroviario del siglo XIX.

## Carrera profesional
Desde 1836, Peter Barlow fue el ingeniero civil en obra bajo la dirección de Sir William Cubitt en partes de la línea del Ferricarril del Sureste, de Londres a Dover, antes de asumir la responsabilidad de toda la línea en 1840, y luego convertirse en ingeniero en jefe. Fue elegido Miembro de la Royal Society en noviembre de 1845, reconocido como "distinguido por su conocimiento de la ciencia de las matemáticas aplicadas a las materias de ingeniería". Desde la década de 1850 hasta la de 1870, fue ingeniero en jefe de los Ferrocarriles de Newtown y Oswestry, de Londonderry y Enniskillen y de Londonderry y Coleraine; a mediados de la década de 1860 también fue ingeniero consultor del Ferrocarril de Finn Valley.
Investigó la construcción de puentes de gran envergadura y escribió un artículo sobre el puente colgante del Niágara, antes de convertirse en ingeniero del primer Puente de Lambeth (1860-1862). Mientras diseñaba los pilares para este puente colgante (reemplazado posteriormente por la estructura actual), Barlow experimentó clavando cilindros de hierro en la arcilla poco profunda de Londres sobre la que se asienta gran parte del centro y norte de Londres.
Esta experiencia lo llevó a considerar el uso de dispositivos cilíndricos para el trabajo de túneles y en septiembre de 1864 patentó un escudo tunelador cilíndrico que ofrecía diferencias significativas con el escudo utilizado por Marc Isambard Brunel en la construcción del Túnel del Támesis (1825-1843).
Si bien Barlow tenía una patente y otra pendiente, en realidad nunca construyó ninguno de sus propios escudos. James Henry Greathead (alumno de Barlow), diseñó, patentó y construyó de forma independiente el primer escudo de túnel cilíndrico utilizado en la construcción en 11 meses del Tower Subway en 1869 y 1870, el segundo túnel bajo el Támesis. Barlow era el ingeniero del proyecto, con Greathead como contratista, según W. C. Copperthwaite en su libro de 1906 sobre túneles subacuáticos. Mientras que Greathead construyó el primer escudo de túneles europeo, Alfred Ely Beach diseñó y construyó su propio escudo en Nueva York, que se parecía mucho a la idea de Barlow de 1864, pero de nuevo, de forma independiente. Todos estos hombres conocían bien la patente del escudo rectangular de los Brunel de 1818 y cada uno mejoró el diseño rectangular a su manera; en 1869, tanto Greathead como Beach fueron los primeros en construir un diseño cilíndrico para escudos de túneles. El diseño de la patente de Greathead fue un gran avance para la construcción de túneles y era diferente del diseño de Barlow de 1864; el cambio de un diseño rectangular a uno cilíndrico fue una ventaja obvia, y "la reducción de la multiplicidad de partes en el ... escudo a una sola unidad rígida fue una inmensa ventaja y un avance quizás igual al concepto del escudo de hacer túneles en sí mismo".
De 1859 a 1867, Barlow vivió en el número 8 de The Paragon, Blackheath (Londres).
Murió en el 56 de Lansdowne Road, Notting Hill, y está enterrado en el Cementerio Kensal Green de Londres. Cuando falleció era el miembro más antiguo de la Institución de Ingenieros Civiles.

## Familia
En 1836, el 5 de julio, Peter Barlow se casó con Bethia Crawford Caffin; tuvieron dos hijas y un hijo, también llamado Peter William Barlow (quien también se convirtió en ingeniero civil y emigró a Nueva Zelanda en la década de 1880).